# 70 Virginis
70 Virginis (70 Vir / HD 117176) es una estrella aproximadamente a 59 años luz del Sol, situada en la constelación Virgo al noreste de Vindemiatrix (ε Virginis). En 1996 se descubrió que 70 Virginis tiene un planeta extrasolar o una enana marrón en órbita alrededor de ella, denominado 70 Virginis b.
70 Virgnis es una enana amarilla de tipo espectral G5V —a veces catalogada como de tipo G2.5Va y G4V— y 5770 K de temperatura. Unas tres veces más luminosa que el Sol, es excepcionalmente brillante para su tipo espectral, por lo que se piensa que tal vez esté comenzando a entrar en la fase de estrella subgigante. Al principio su brillo confundió a los científicos, pues se calculó que estaba a una distancia de solo 29 años luz, basada en su magnitud aparente (+4,98). Su diámetro es unas dos veces mayor que el del Sol y su metalicidad —calculada a partir de su contenido en hierro— parece ser algo inferior a la solar, en torno al 93% de la misma. Parece estar mucho más evolucionada que el Sol, con una edad que puede alcanzar los 9000 millones de años, el doble de la edad solar.

## Sistema planetario
70 Virginis b tiene una masa mínima 7,5 veces mayor la masa de Júpiter; análisis astrometricos con el satélite Hipparcos sitúan el límite superior de masa en 36 veces la masa de Júpiter. Posteriores medidas astrométricas sugieren que 70 Virgnis b puede tener una masa 27 veces mayor que la masa de Júpiter, por lo que podría tratarse de una enana marrón tenue. El objeto se mueve en una órbita muy excéntrica a una distancia media de 0,48 UA respecto a la estrella.
| Planeta        | Masa           | Semieje mayor (UA) | Periodo orbital (días) | Excentricidad   | Inclinación | Radio |
| -------------- | -------------- | ------------------ | ---------------------- | --------------- | ----------- | ----- |
| 70 Virginis b  | 7,49 ± 0,61 MJ | 0,484 ± 0,028      | 116,6884 ± 0,0044      | 0,4007 ± 0,0035 | ?           | ?     |
| Disco de polvo | >3.4 UA        | >3.4 UA            | >3.4 UA                | >3.4 UA         | —           | —     |